# Michele Mezza
Michele Mezza (Nola, 17 maggio 1953) è un giornalista e saggista italiano.

## Biografia
Laureatosi in Giurisprudenza all'Università Statale di Milano, negli anni 1974-75 ha seguito un corso biennale presso la Scuola Superiore di Economia Politica diretta da Claudio Napoleoni. È giornalista professionista dal 1978.

### Attività giornalistica
Michele Mezza ha lavorato in RAI fino al gennaio 2015. È stato inviato del GR in Unione sovietica, attività per la quale ha ricevuto il premio Calabria nel 1993. Sempre per Radio Rai è stato inviato sul teatro delle Guerre jugoslave degli anni novanta, attività per la quale ha ricevuto il Premio Oscar della Radio per il documentario radiofonico nel 1994.
Nel 1997, insieme a Luciano Lanna e Antonio Satta, è stato uno degli autori dello speciale di RaiDue 1977: l'anno che non finì.
Nel 1998 ha curato e realizzato il progetto, da lui ideato, per la creazione di Rainews24, il primo canale televisivo all-news della televisione italiana, del quale è stato vice-direttore.
È attualmente docente di Marketing e new media, presso il dipartimento di Scienze Sociali dell'Università Federico II di Napoli.

### Saggistica e insegnamento universitario
È studioso di giornalismo, nuovi mass media, tecnologie digitali, multimedialità e internet, argomenti sui quali è autore di saggi e di contributi per varie testate giornalistiche: Limes, Problemi del Giornalismo, il manifesto, l'Unità, aprile, Reset.
Per anni titolare del corso di Teoria e tecnica dei nuovi media all'Università di Perugia, ha insegnato poi Tecnologie multimediali all'Università La Sapienza di Roma. Da gennaio 2003 ha tenuto un corso di giornalismo all'Università di Roma Tor Vergata e per un master su Giornalismo multimediale all'Istituto Suor Orsola Benincasa di Napoli. Nel marzo 2015 è diventato titolare del corso di Marketing e new media presso la facoltà di Culture digitali e della comunicazione  dell'Università degli studi di Napoli Federico II.

## Pubblicazioni
- Da URSS a Rus, STET Edizioni, 1992
- (con Edoardo Fleischner e Pierluigi Boda) Internet: la madre di tutte le TV. Il progetto RaiNews 24, Rai Eri, 2000
- (coautore di testi e allestimento), Memoria Ribelle, performance teatrale al Teatro Nuovo di Napoli
- Media senza mediatori. Appunti e spunti sulla comunicazione di convergenza, Morlacchi editore, Perugia, 2003
- (con Lisa Difeliciantonio), Switch over. Scenari e obiettivi della TV al tempo del digitale terrestre, Guerini Editore, Milano, 2004
- Mediasenzamediatori.org, Morlacchi editore, Perugia, 2005
- Gli uomini dietro gli specchi. Percorsi e scorciatoie nei media senza mediatori, Morlacchi, 2007
- Obama.net. New media, new politics? Politica e comunicazione al tempo del networking, Morlacchi, 2009
- Sono le news, bellezza! Vincitori e vinti nella guerra della velocità digitale, prefazione di Derrick de Kerckhove, Donzelli editore, 2011
- Avevamo la Luna,L'Italia del miracolo sfiorato vista 50 anni dopo. Donzelli editore. Roma 2013
- Giornalismi nella rete, per non essere sudditi di Facebook e Google. Prefazione di Giulio Anselmi.Donzelli editore. Roma, 2015

Nel 2018 pubblica Algoritmi di Libertà (Donzelli editore ) con i a prefazione di Giulio Fiorello 
Nel 2020 sempre con Donzelli editore pubblica Il contagio dell'algoritmo ,con un contributo di Andrea Crisanti e la prefazione di Enrica Amaturo 
Nel 2021 insieme ad Andrea Crisanti pubblica ancora per Do zelli Caccia al Virus 
Nel 2022 ancora per Do zelli manda in libreria il saggio Net War : in Ucraina il giornalismo sta cambiando la guerra ma la guerra ha cambiato i giornalisti , con un contributo di Piergiido Iezzi